# Douglas Hanahan
 (août 2022).
Douglas Hanahan est un biologiste américain né en 1951. Il est professeur à l'École polytechnique fédérale de Lausanne et directeur de l'Institut suisse de recherche expérimentale sur le cancer (ISREC),.
Avec Robert Weinberg, il est auteur des articles scientifiques « The hallmarks of cancer » et « Hallmarks of cancer: the next generation ».